# Them (gruppe)
 For alternative betydninger, se Them. (Se også artikler, som begynder med Them)
Them var et irsk-britisk band, som blev grundlagt i Belfast i 1963 med Van Morrison som forsanger og mundharmonika-spiller, Billy Harrison som guitarist, Eric Wrixen på keyboard, Alan Henderson som bassist og Ronnie Mellings som trommeslager.
Gruppen udgav deres første single, "Don't Start Crying Now"/"One Two Brown Eyes" i august  1964, men den blev aldrig en succes. Gruppen hyrede herefter Jimmy Page og Peter Bardens til at hjælpe med indspilningen af deres version af Big Joe Williams-nummeret "Baby Please Don't Go". Singlen, som havde den nu-legendariske "Gloria" på B-siden, var et hit i England og nåede op som nummer 10 på hitlisten. Den efterfulgtes af gruppens største hit: "Here Comes The Night"/"All for Myself", som blev nummer 2 på den engelske hitliste i 1965 (den blev nummer 24 i USA).
Them udgav to albummer på Decca Records, Them og Them Again, men ingen af disse solgte godt. Midt i 1966 forlod Van Morrison gruppen for at forsøge sig med en solokarriere. Resten af gruppen opløstes og gendannedes mange gange uden Morrison, men opnåede aldrig deres tidligere succes. Morrison fik derimod en meget succesfuld solokarriere, og Thems kombination af blues, soul og garage rock fik stor indflydelse på den næste generation af musikere, og gruppens bedst kendte singler spilles ofte af andre rock grupper.